# 默氏深海鰩
默氏深海鰩（學名：Bathyraja murrayi），為軟骨魚綱鰩目單鰭鰩科深海鰩屬的一種，分布於南冰洋凱爾蓋朗海底高原海域，深度可達800公尺，體長可達60公分，棲息在深海沙泥底質海域，為底棲性魚類，卵生， 雌魚會產下有角的長方形卵囊，成對出現，幼魚可能傾向跟隨大的個體，屬肉食性，生活習性不明。